# Johann Rittig
Johann Rittig (* 26. März 1829 in Prag, damals Kaisertum Österreich; † 17. Juni 1885) war ein US-amerikanischer Journalist deutscher Herkunft.

## Leben
Rittig studierte in seiner Heimatstadt Jura und nahm als Student 1848 an der Märzrevolution teil. Er schloss sich 1848 dem Deutschen Studentenverein Teutonia Prag, 1849 der Burschenschaft Montania Prag und der Burschenschaft Markomannia Prag an.  Die Markomannia stand gemeinsam mit der tschechischen Burschenschaft cesko-moravske bratrstvo im engen Kontakt mit dem russischen Revolutionär und Anarchist Michail Alexandrowitsch Bakunin. So nahm Rittig an dem Prager Pfingstaufstand teil und führte die Studenten gemeinsam mit Josef Václav Frič an. Im Spätherbst 1848 wurde er verhaftet, konnte aber aus der Untersuchungshaft entfliehen und setzte sich in die Schweiz ab. Andere Studenten wie etwa Wenzel Karl Ernst wurden zu hohen Haftstrafen verurteilt.
Über gemeinsame Bekannte machte Rittig die Bekanntschaft des Naturwissenschaftlers Carl Vogt, dessen Sekretär er 1851 in Nizza wurde. Über Vogt lernte Rittig in Nizza auch Pierre-Joseph Proudhon kennen.
Im darauffolgenden Jahr wanderte Rittig in die USA aus. In Österreich war er in Abwesenheit (in contumaciam) zum Tode verurteilt worden, und er wollte sich der Gefahr einer evtl. Auslieferung nicht aussetzen.
Noch im Jahr seiner Ankunft gründete Rittig 1852 in Cincinnati, Ohio die deutschsprachige Zeitung Die Unabhängige. Daneben schrieb Rittig in den Jahren 1857 bis 1861 für die New Yorker Staatszeitung. Danach gründete Rittig 1862 das New Yorker Journal, das er die ersten fünf Jahre als Chefredakteur leitete. Nachdem er dieses Amt abgegeben hatte, schrieb er nahezu zehn Jahre lang für verschiedene größere deutschsprachige Zeitungen und Zeitschriften in Baltimore, Ml., Louisville, Ky., und St. Louis, Miss.
1873 bekam Rittig eine Anstellung in der Redaktion des Sonntagsblattes der New Yorker Staatszeitung. Für diese Zeitung arbeitete Rittig bis zu seinem Tode am 17. Juni 1885.
Rittig war ein Meister des Feuilletons; eine Sammlung davon, welche er kurz vor seinem Tod veröffentlichen konnte, wurde von seinen Zeitgenossen sehr gelobt.

## Werke (Auswahl)
- Federzeichnungen aus dem amerikanischen Stadtleben. E. Steiger & Co., New York 1884, OCLC 7569251.